# Dương Đông (phường)
Dương Đông là một phường thuộc thành phố Phú Quốc, tỉnh Kiên Giang, Việt Nam.

## Địa lý

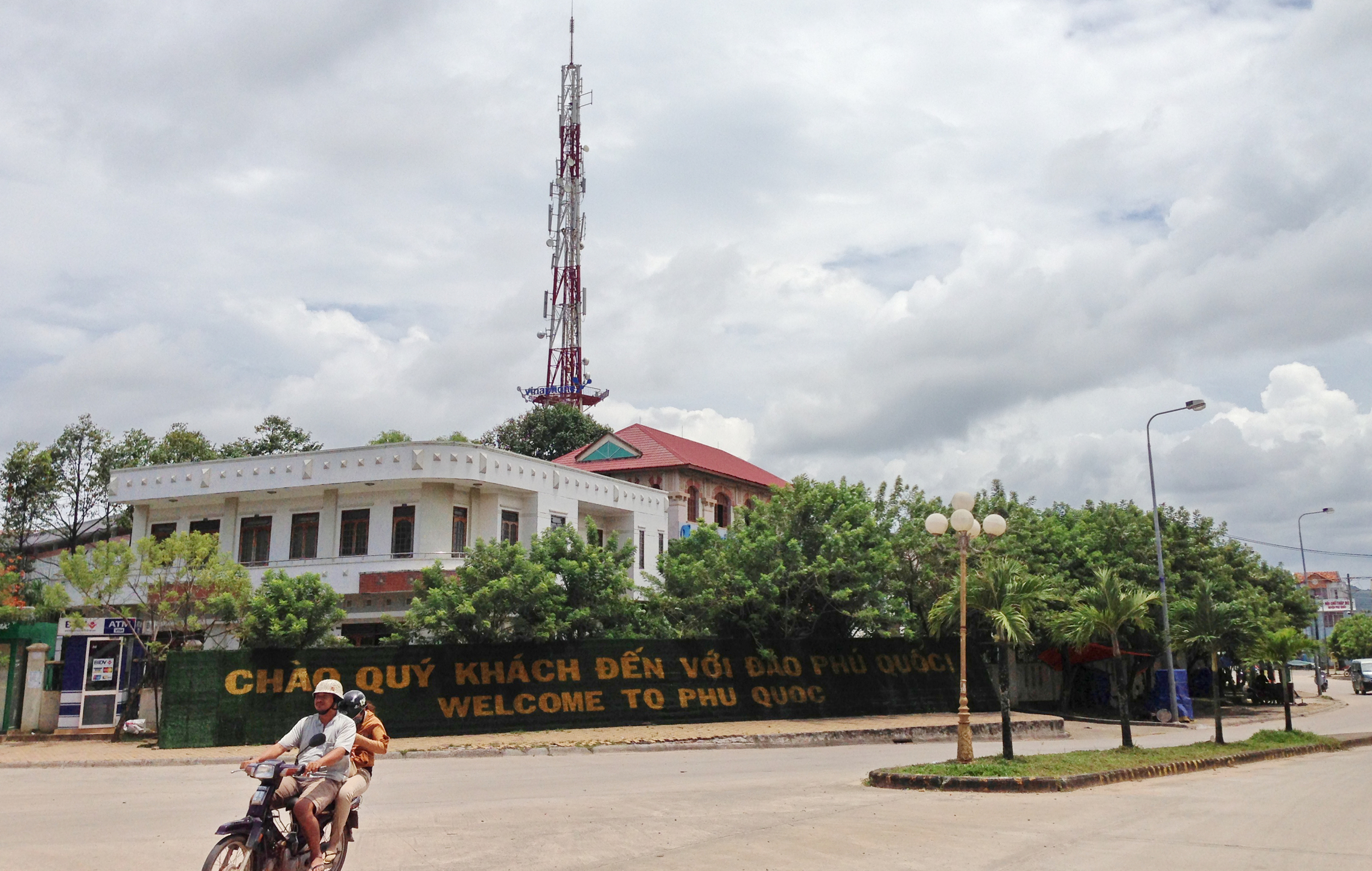
Một góc phường Dương Đông

Phường Dương Đông nằm ở phía tây đảo Phú Quốc, có vị trí địa lý:
- Phía đông giáp xã Cửa Dương và xã Dương Tơ
- Phía tây giáp vịnh Thái Lan
- Phía nam giáp xã Dương Tơ
- Phía bắc giáp xã Cửa Dương.

Phường Dương Đông có diện tích 15,06 km², dân số năm 2020 là 44.607 người, mật độ dân số đạt 2.962 người/km².

## Hành chính
Phường Dương Đông được chia thành 12 khu phố: 1, 2, 3, 4, 5, 6, 7, 8, 9, 10, 11, 12.

## Lịch sử
Dưới thời nhà Nguyễn, Dương Đông là một thôn thuộc tổng Phú Quốc, huyện Hà Châu, phủ An Biên, tỉnh Hà Tiên.
Đến thời Pháp thuộc, tổng Phú Quốc được chuyển thành quận thuộc tỉnh Hà Tiên, Dương Đông là một làng thuộc quận Phú Quốc và là nơi đặt quận lỵ.
Sau năm 1956, chính quyền Việt Nam Cộng hòa đặt quận Phú Quốc thuộc tỉnh Kiên Giang. Lúc này, Dương Đông là một xã thuộc quận Phú Quốc nhưng địa bàn thu hẹp lại do tách hai ấp Hưng Văn và Lạc Quới để thành lập xã An Thới vào năm 1960.
Về phía chính quyền cách mạng, trong những năm kháng chiến, một phần diện tích và dân số của xã Dương Đông được tách ra để thành lập thêm hai xã Dương Tơ và Cửa Cạn. Sau đó, xã Dương Đông lại nhập với xã Cửa Cạn thành xã Cửa Dương. Thị trấn Dương Đông được thành lập sau năm 1954 trên cơ sở tách một phần diện tích và dân số của xã Cửa Dương.
Sau năm 1975, Phú Quốc là huyện thuộc tỉnh Kiên Giang, huyện lỵ đặt tại thị trấn Dương Đông.
Ngày 17 tháng 2 năm 1979, Hội đồng Chính phủ ban hành Quyết định 50-CP. Theo đó, sáp nhập xóm Suối Mây của thị trấn Dương Đông vào xã Dương Tơ.
Ngày 9 tháng 12 năm 2020, Ủy ban Thường vụ Quốc hội ban hành Nghị quyết số 1109/NQ-UBTVQH14 về việc thành lập thành phố Phú Quốc và các phường thuộc thành phố Phú Quốc, tỉnh Kiên Giang (nghị quyết có hiệu lực từ ngày 1 tháng 1 năm 2021). Theo đó, thành lập phường Dương Đông thuộc thành phố Phú Quốc trên cơ sở toàn bộ diện tích tự nhiên và 60.415 người của thị trấn Dương Đông.

## Di tích
- Chùa Sùng Hưng
- Dinh Cậu
- Đình thần Dương Đông

## Hình ảnh

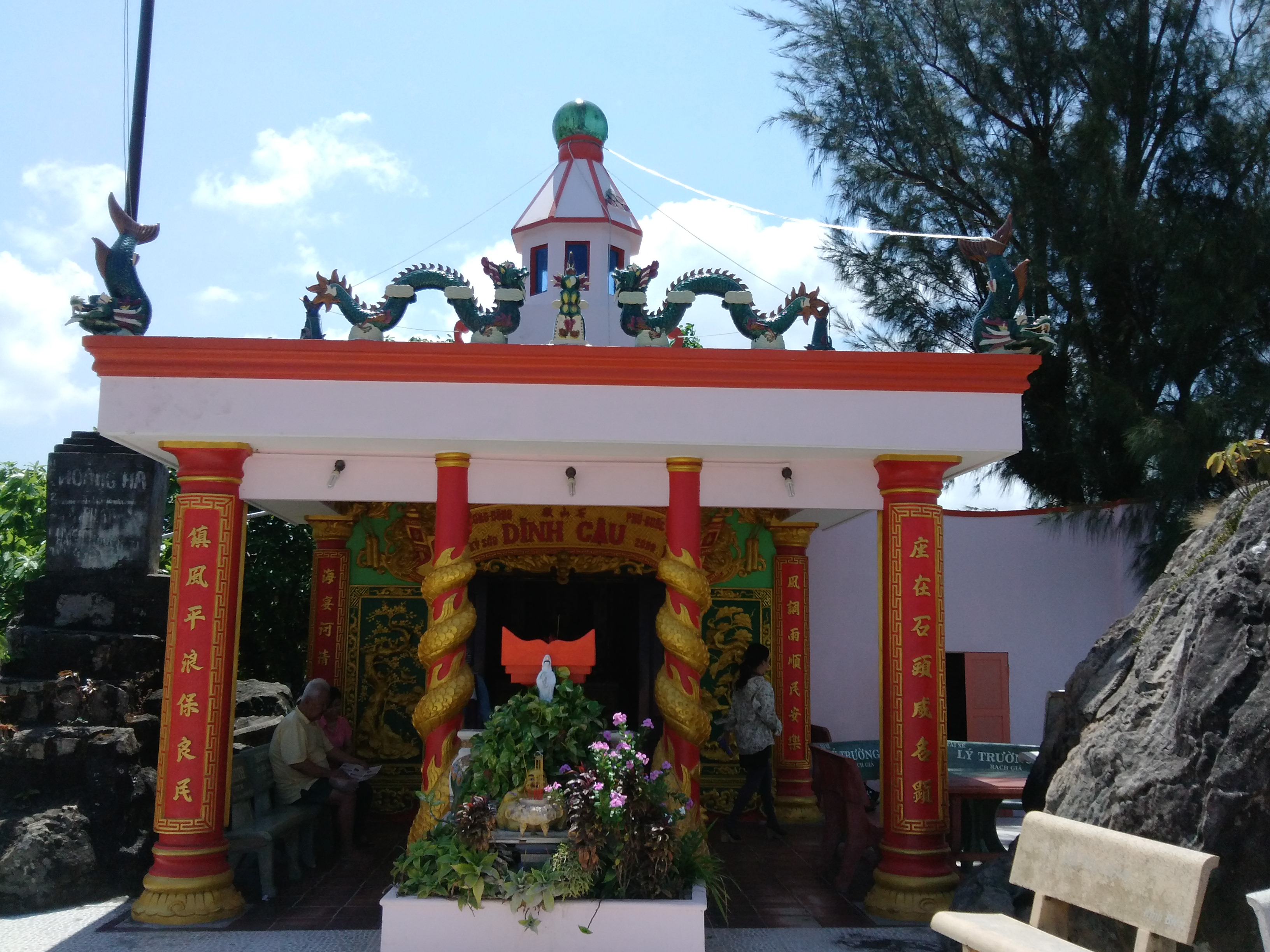
Mặt trước của Dinh Cậu
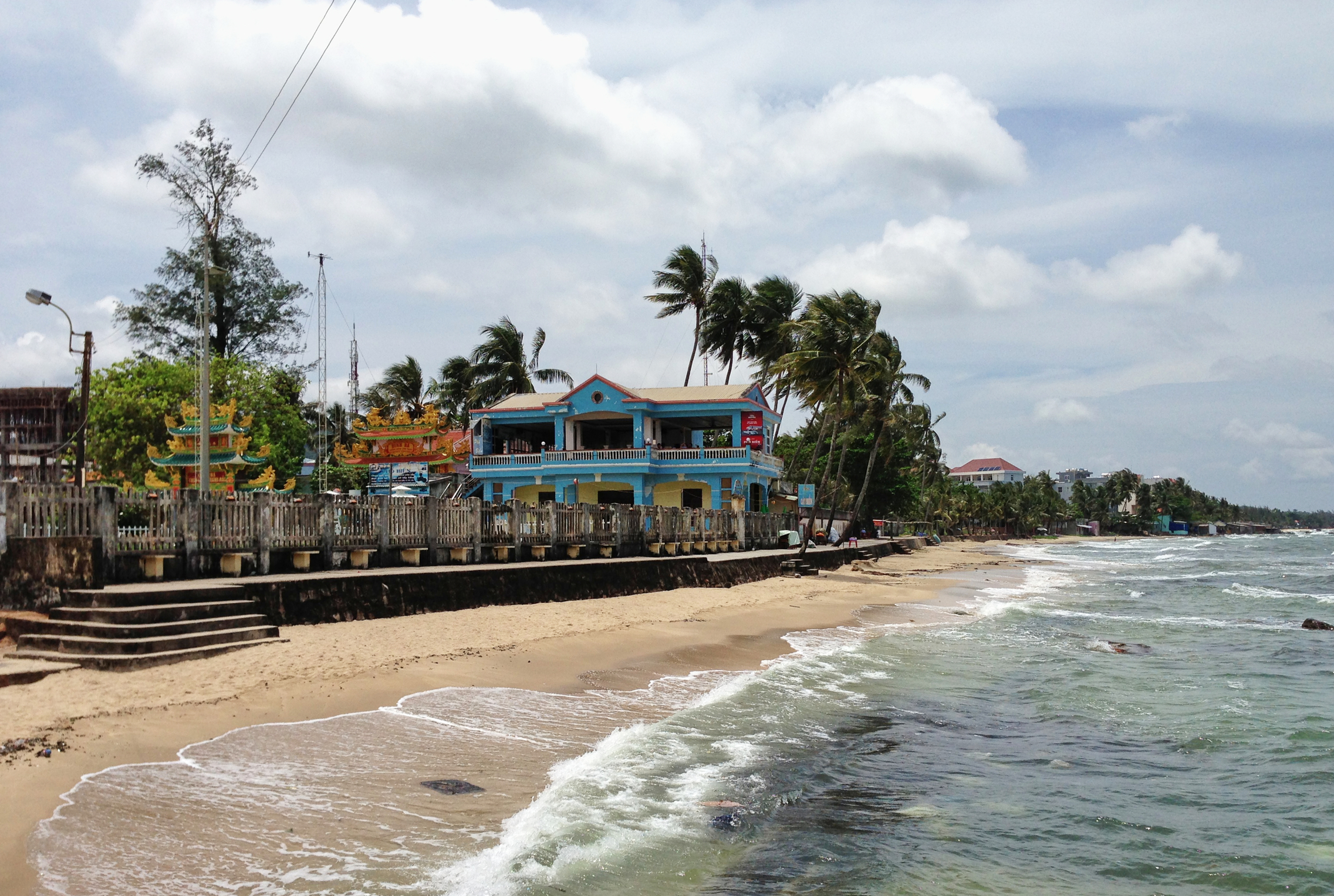
Bãi Dinh Cậu
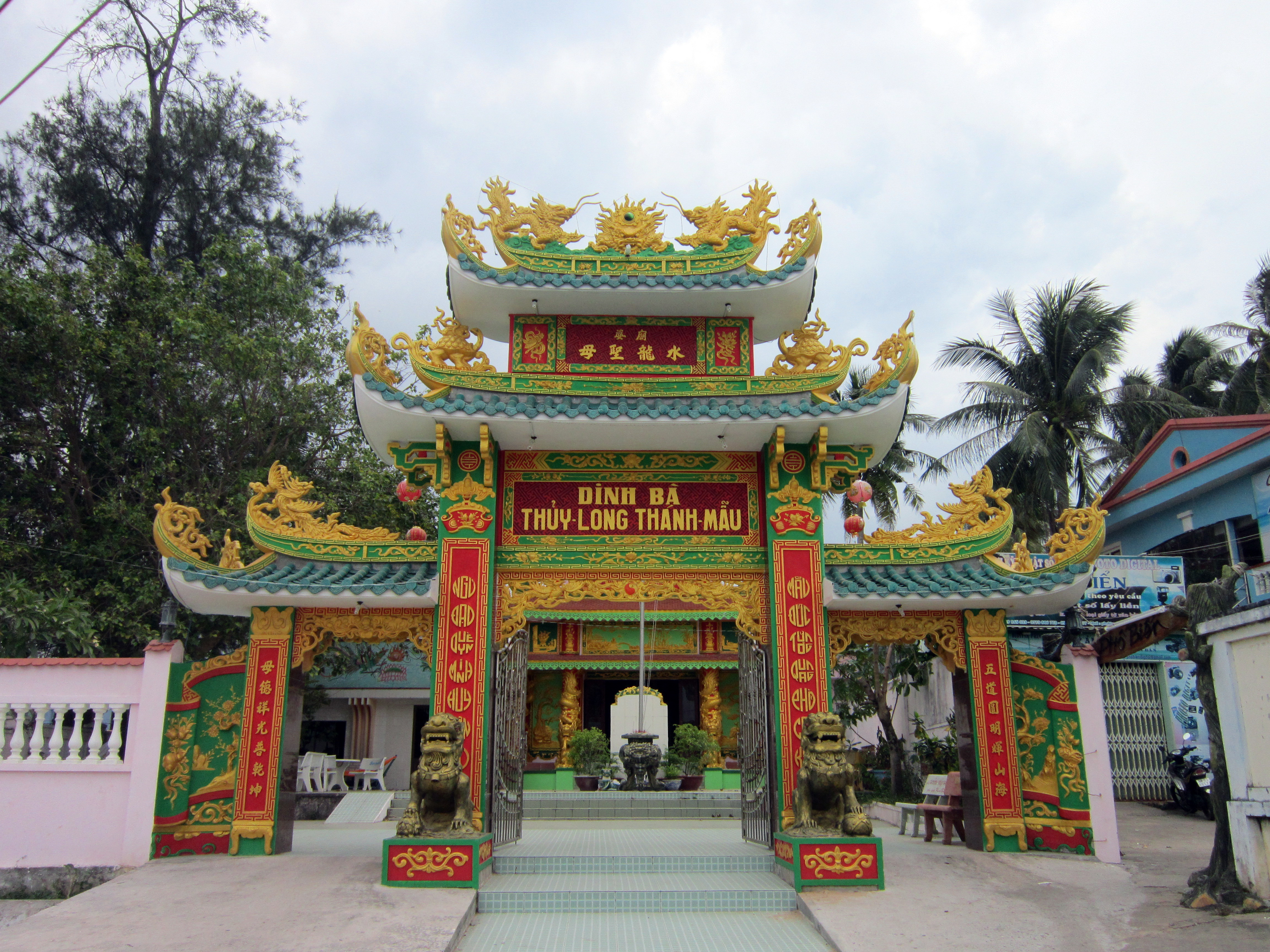
Dinh Bà Thủy Long Thánh Mẫu
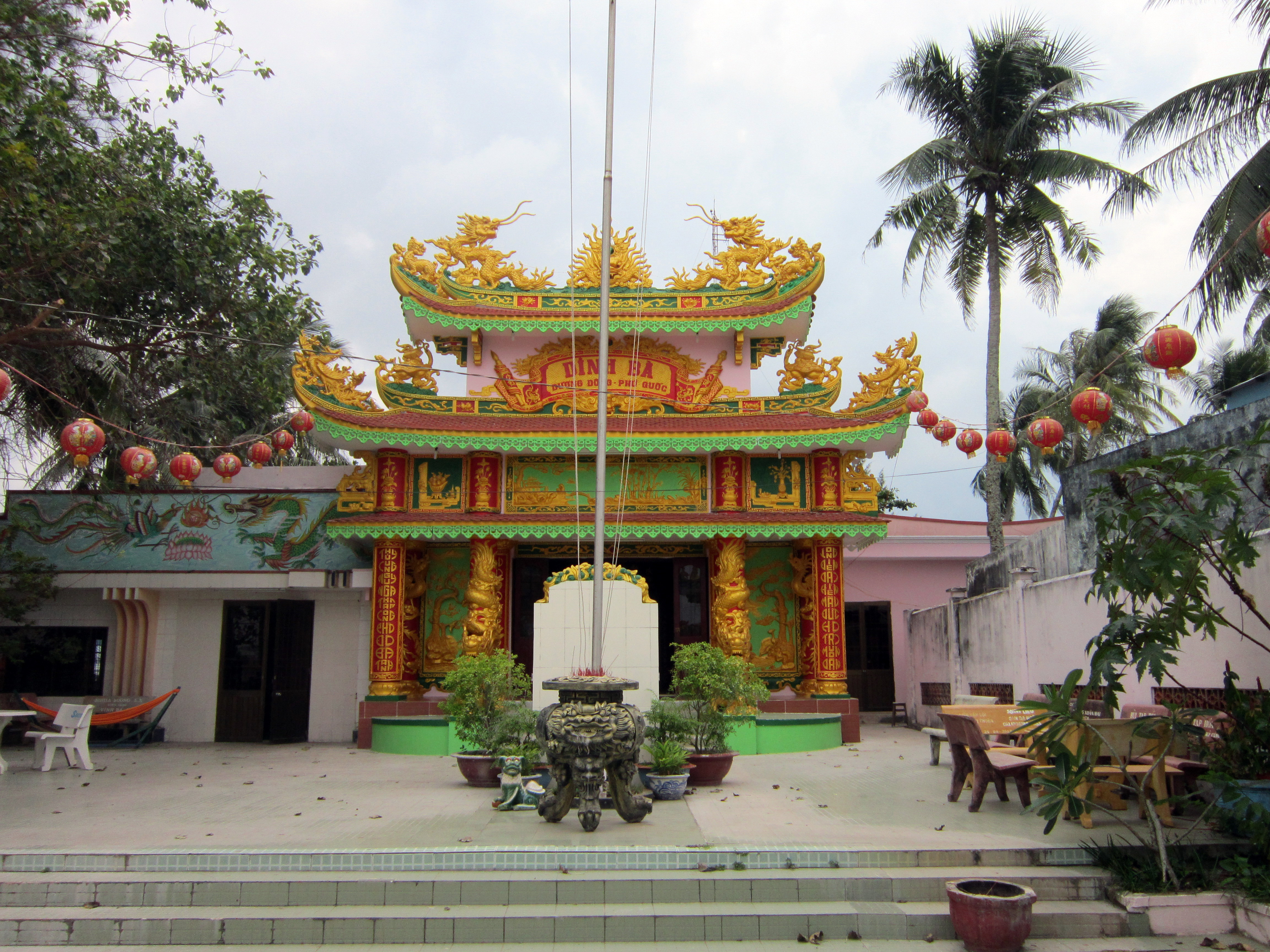
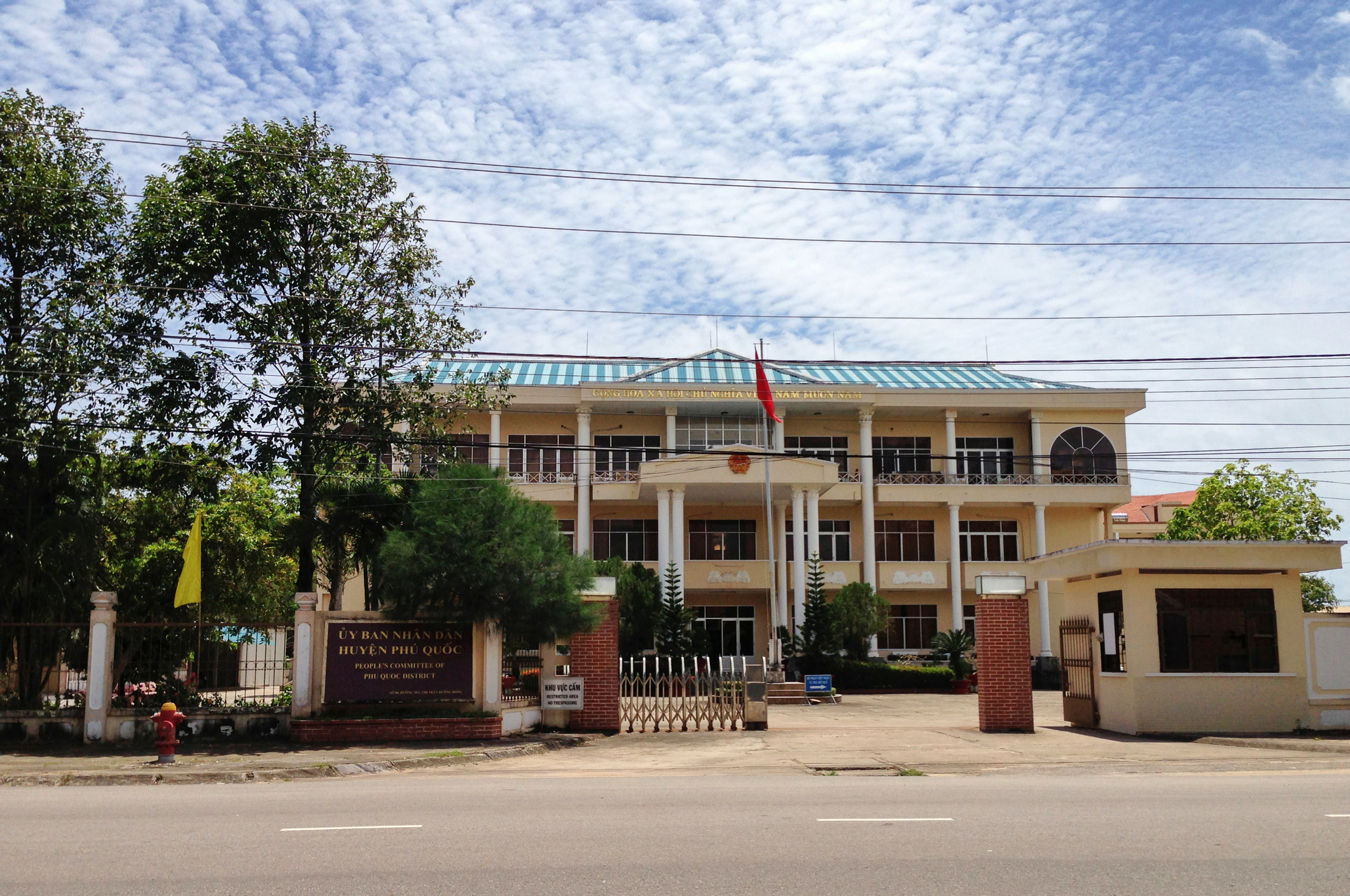
UBND huyện Phú Quốc
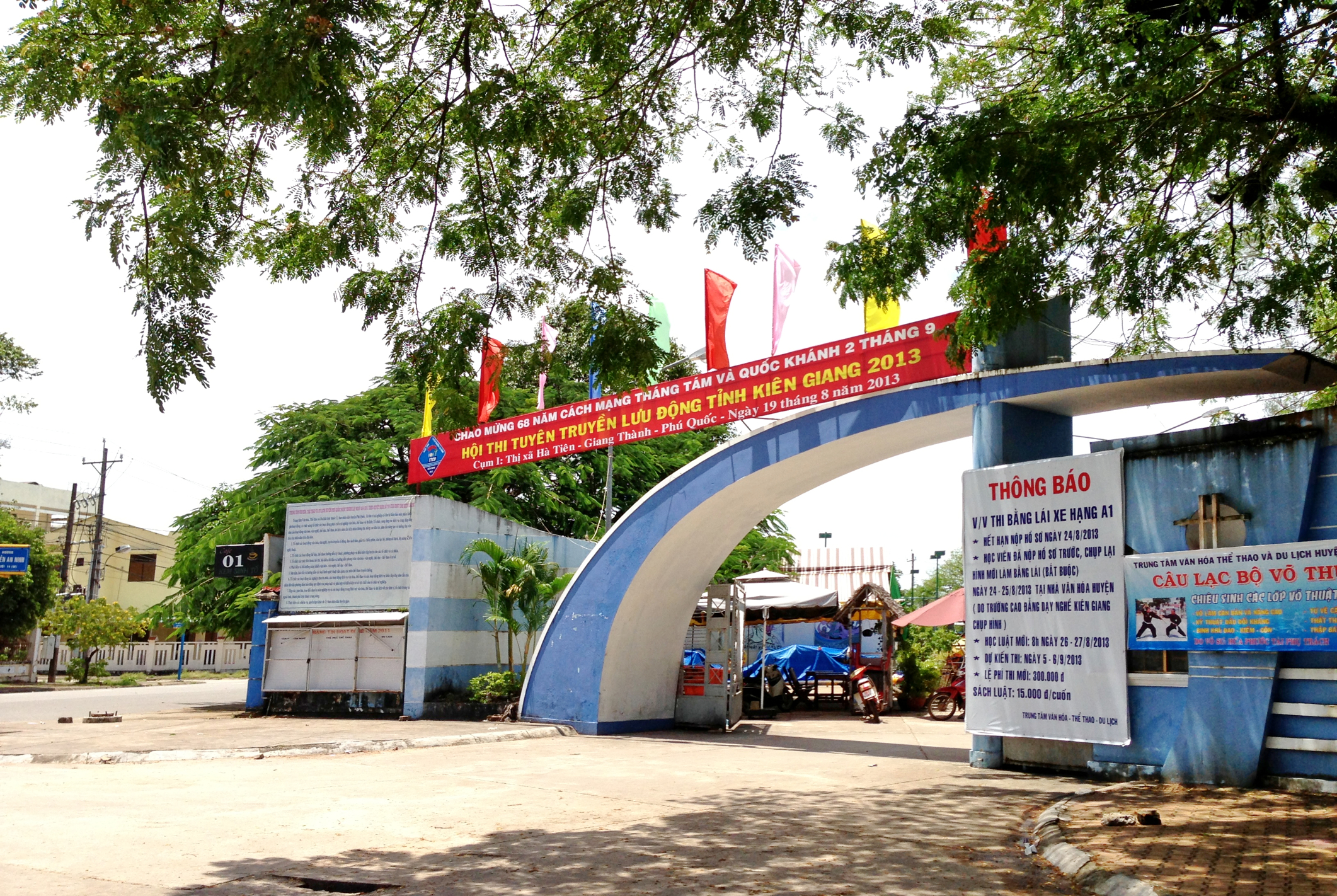
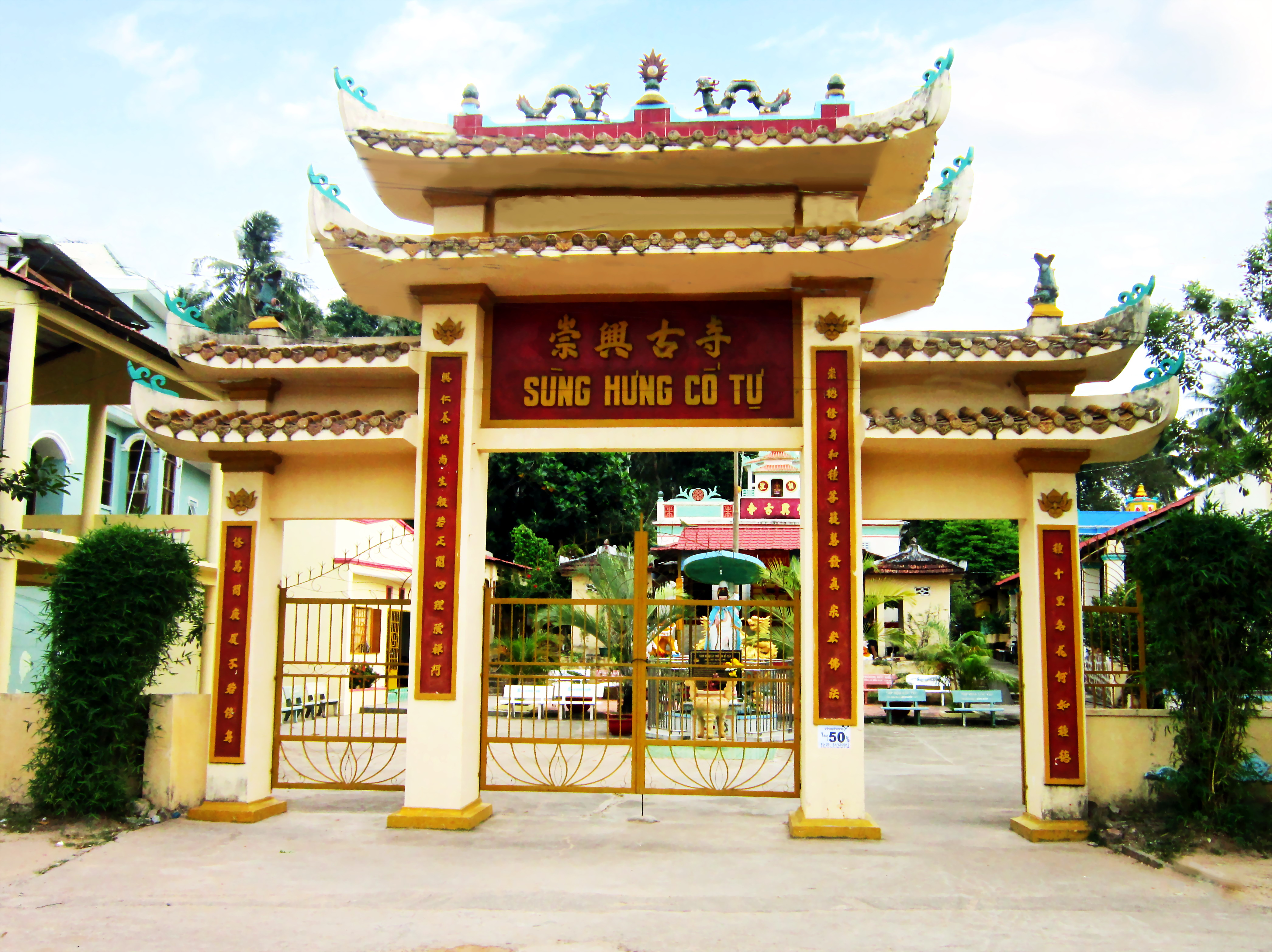
Tam quan Chùa Sùng Hưng
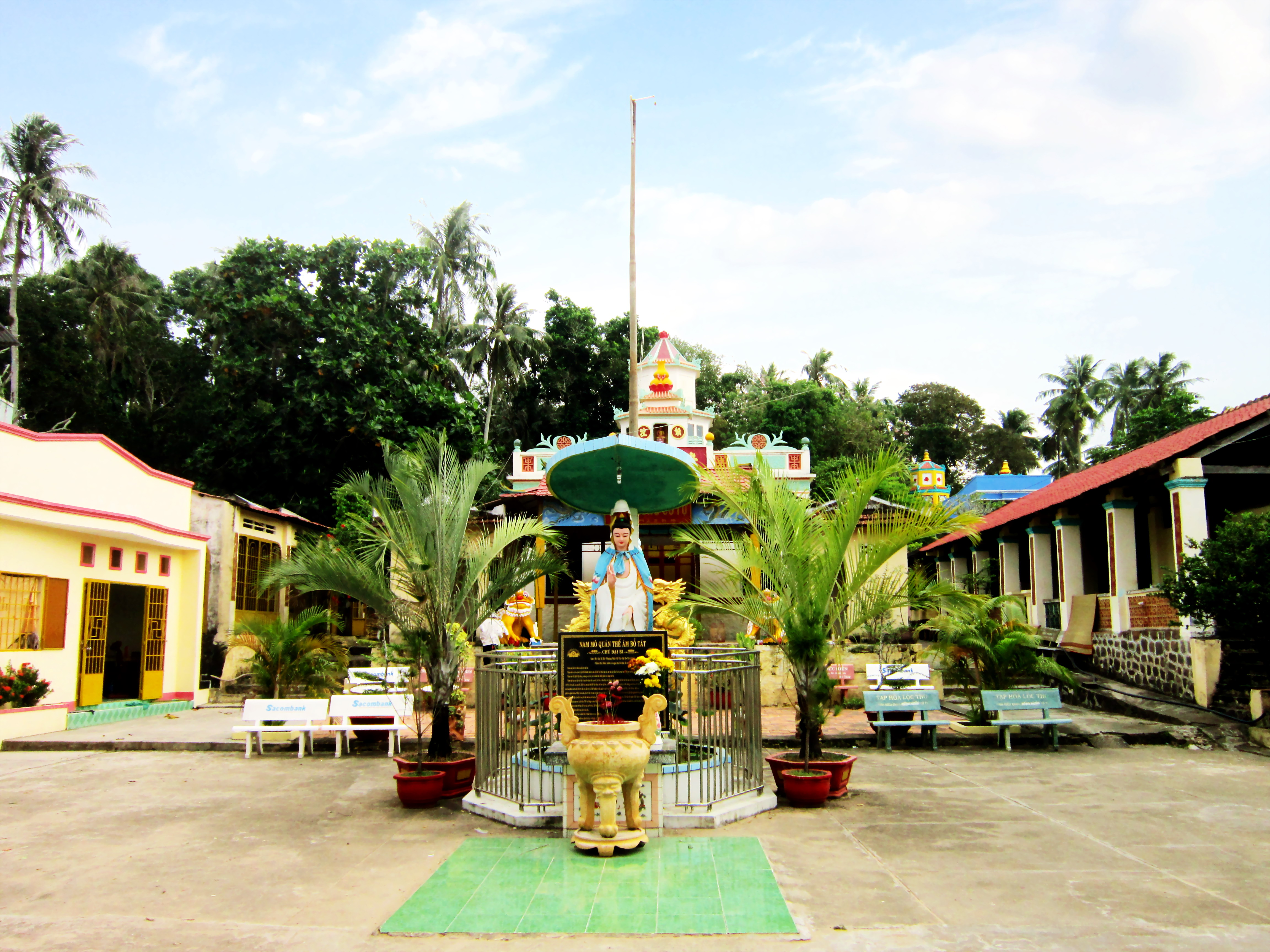
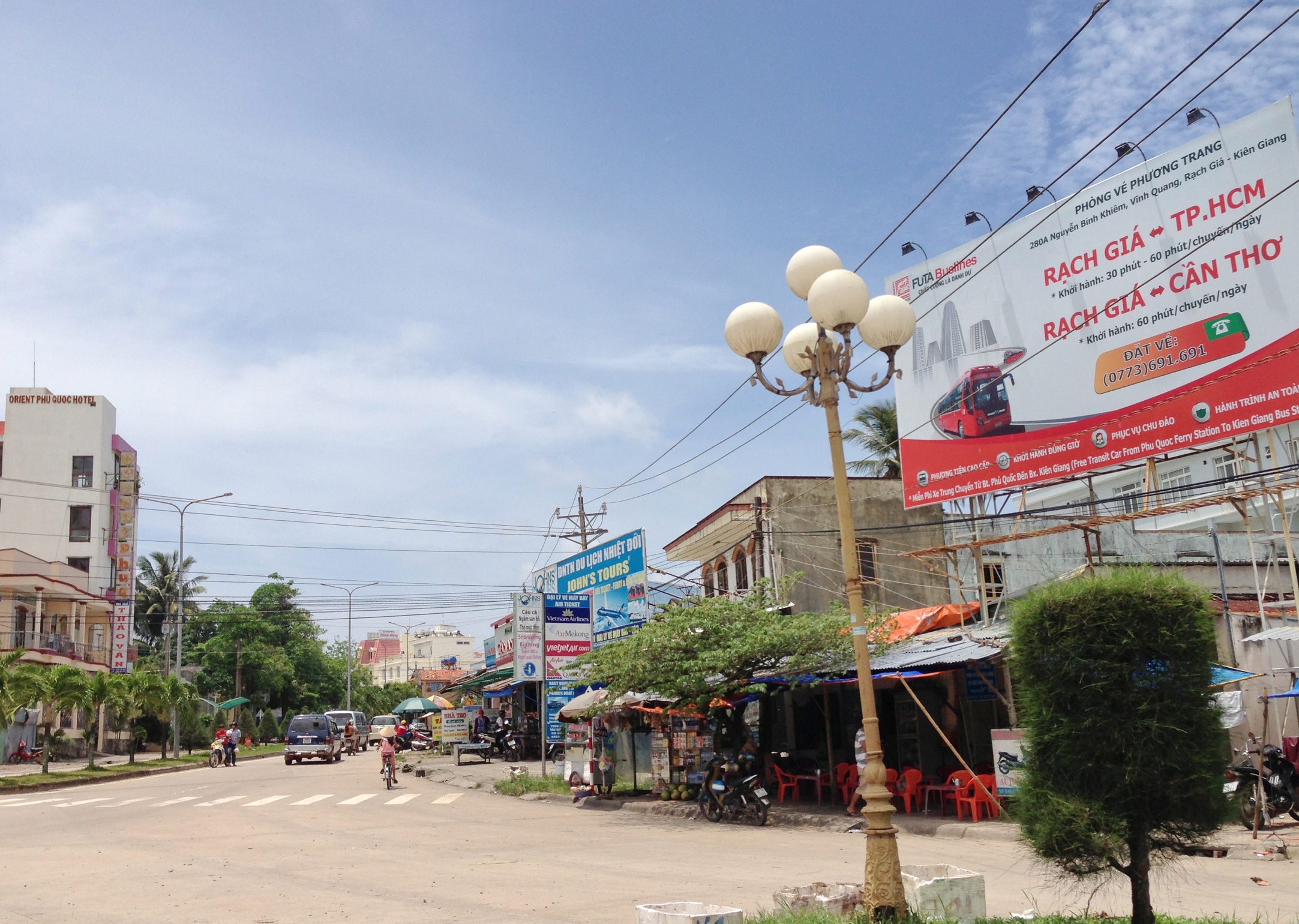
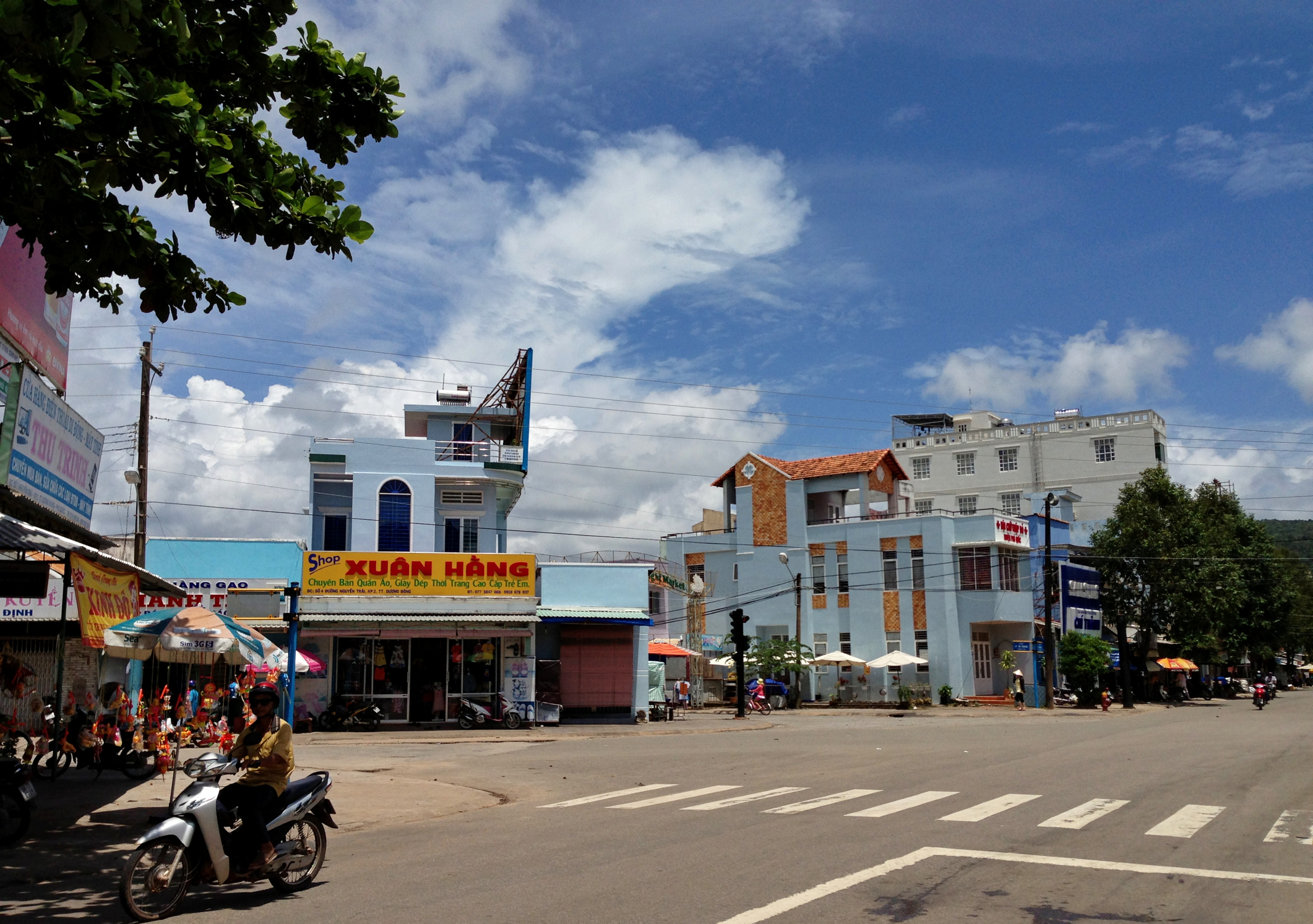
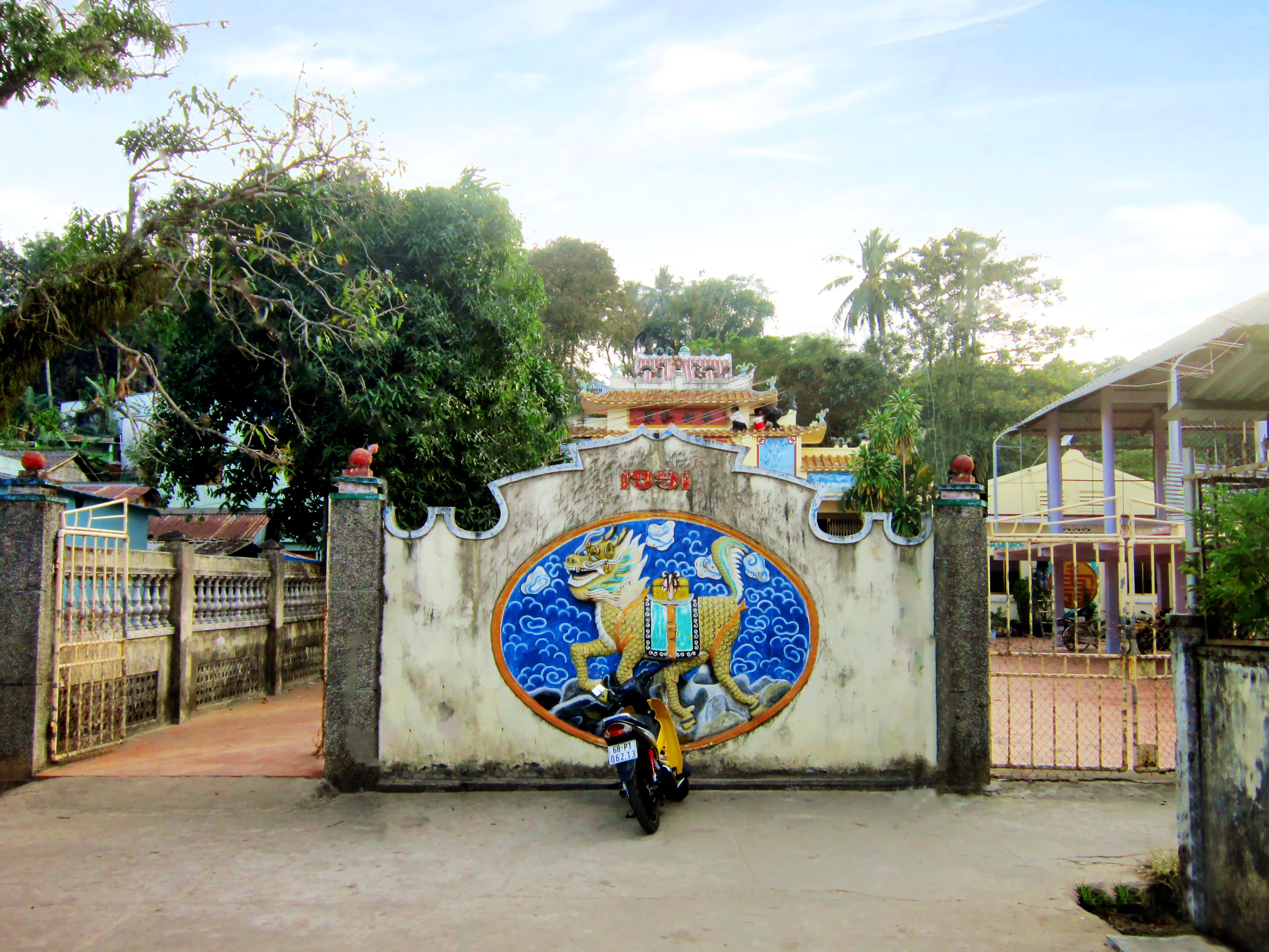
Đình thần Dương Đông
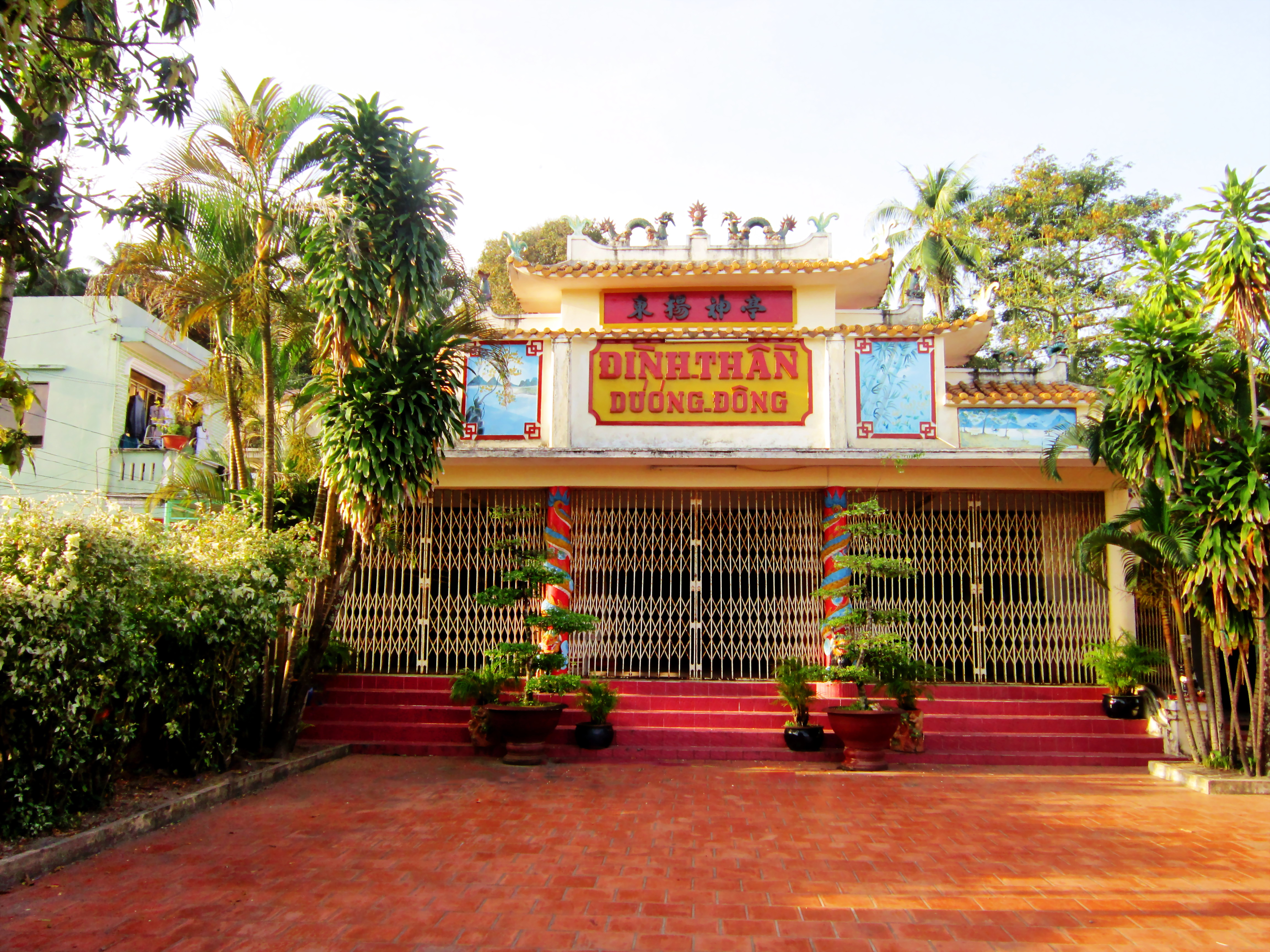
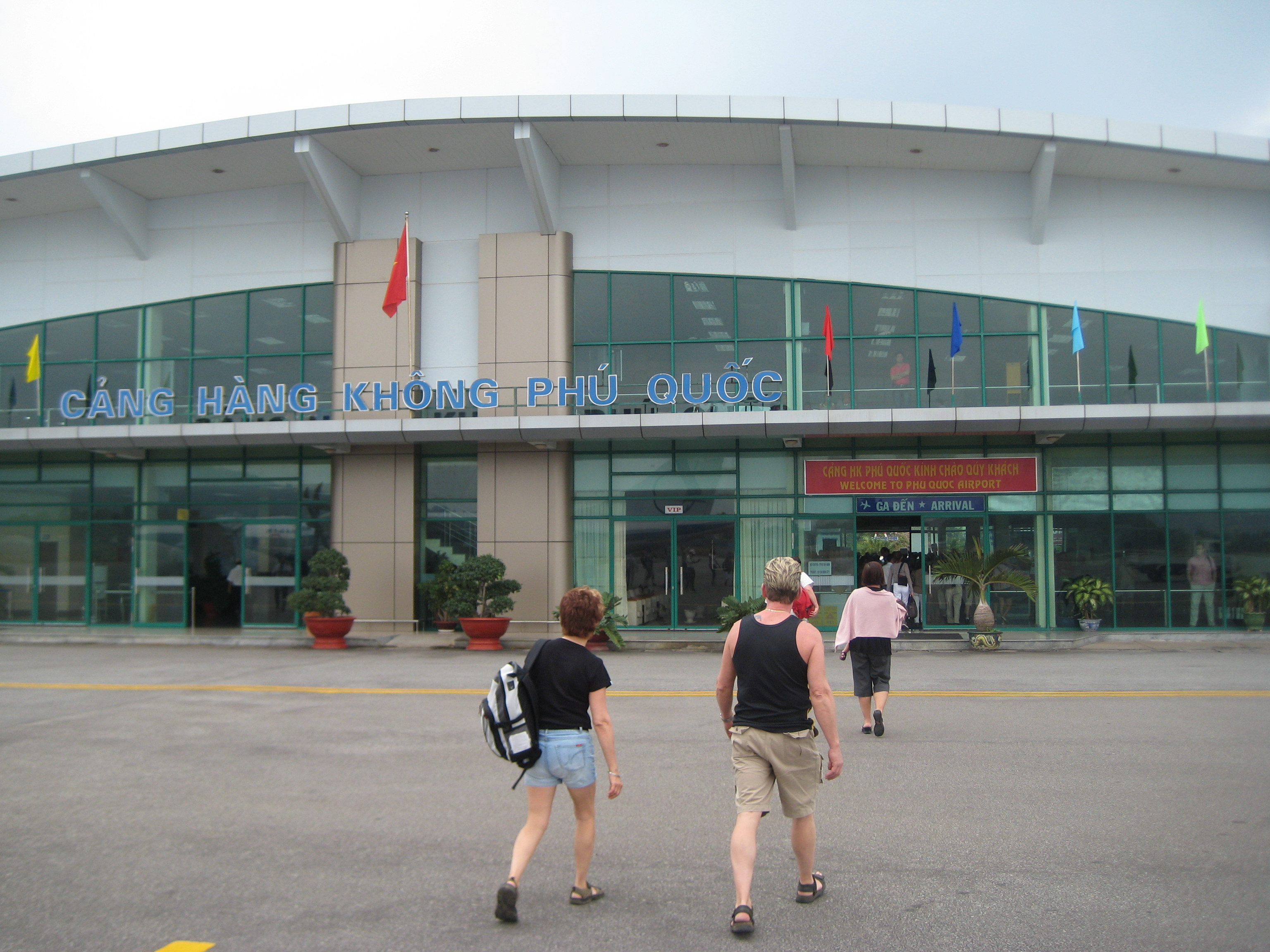
Sân bay Dương Đông cũ
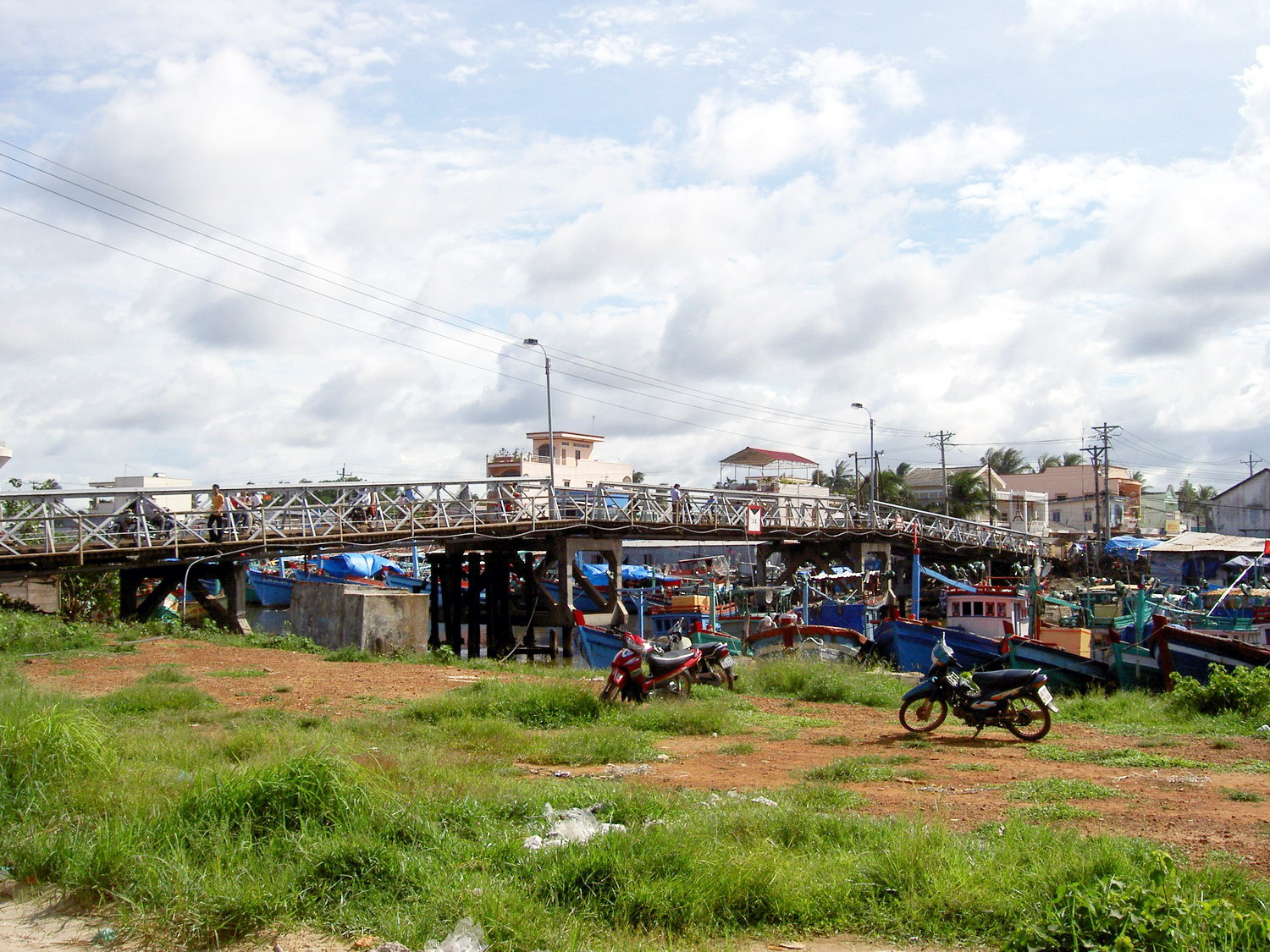
Cầu sắt bắc qua rạch Dương Đông trước đây, nay đã tháo dỡ và xây mới cầu Nguyễn Trung Trực
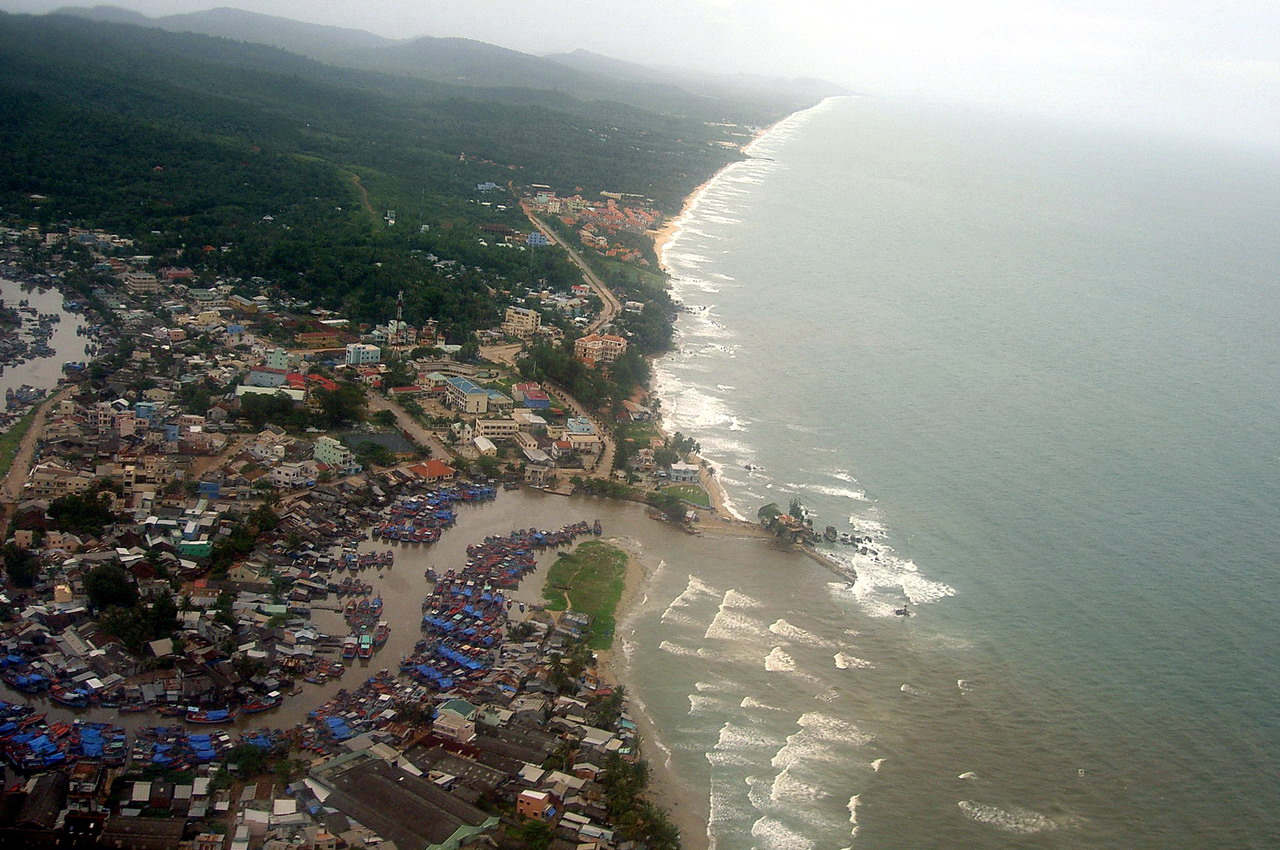
Một góc thị trấn Dương Đông nhìn từ máy bay (ảnh chụp năm 2005)